# كلوستريديوم هواكوي
كلوستريديوم هواكوي هي بكتيريا موجبة غرام لاهوائية إجبارية مولدة للخل ومكونة للأبواغ من جنس كلوستريديوم. سميت نسبة إلى عالم الأحياء الدقيقة الصيني هوا-كوي تشين لإسهاماته في علم الأحياء الدقيقة للتربة.